# Enrique Máximo García
Enrique Máximo García (Murcia, 2 novembre 1954 – Murcia, 13 dicembre 2008) è stato un musicologo e storico dell'arte spagnolo, professore del dipartimento di storia dell'arte dell'Università di Murcia.

## Biografia
Spinto da un ardente desiderio per la conoscenza, Enrique Máximo si laurea in Chimica, e diventa professore di matematica al liceo. Successivamente sviluppa un consistente lavoro di ricerca in diverse branche scientifiche,  specialmente nell'ambito delle studio delle campane, realizzando numerosi e impagabili contributi alla cultura murciana. 
Tra il 1984 e il 1990, studia l'organo con il maestro Alejandro Massó , più due anni di perfezionamento a Bruxelles con il maestro Patrick Collon.  Viene nominato direttore artistico dei Concerti per Viandanti Urbani in coppia con Llorenç Barber, per le manifestazione delle città di Orihuela, Lorca, Cartagena, Murcia, Granada, Madrid e Caravaca.
Non era la prima volta che Enrique Maximo lavorava con l'artista valenzano, poiché in giugno di 1994 ambedue celebrarono nella città di Murcia una festa barocca, un grande successo colmo di emozioni. Chiamata Concerto dei Sensi - Torris Eburneo, 100 cittadini hanno camminato attorno al perimetro della Cattedrale di Murcia in senso inverso a quello delle lancette dell'orologio, accompagnati da 1000 musicisti e dal suono di duecento campane, fedeli compagne di Máximo..
Scrisse numerosi articoli per alcuni quotidiani della città di Murcia, tra i quali La Opinión e La Verdad, veri e propri resoconti delle sue ricerche artistiche. 

## Lavoro di ricerca
Insieme al ricercatore Manuel Pérez recupera le opere dell'illustre cittadino di Yecla,  Juan Oliver, contemporaneo di altri grandi artisti della Regione di Murcia, come Salzillo e José Moñino, Conte di Floridablanca. 
Straordinaria e fruttuosa fu anche la sua ricerca dedicata alla vita e delle opere di Tadeo Tornel, prestigioso liutaio di Alhama de Murcia, il cui lavoro si sviluppò durante il XVIII secolo. Il lavoro e la documentazione prodotta da Enrique Máximo permise di trovare un fortepiano, uno strumento musicale a corda opera di questo illustre cittadino di Alhama de Murcia, strumento precursore del pianoforte.

## Morte
Morì il 13 di dicembre di 2008, a soli 54 anni,, stroncato da un tumore.